# Pyrgocythara plicosa
Pyrgocythara plicosa, tên tiếng Anh: plicate mangelia, là một loài ốc biển, là động vật thân mềm chân bụng sống ở biển thuộc họ Conidae, họ ốc cối.